# 家族狩り
『家族狩り』（かぞくがり）は、天童荒太が1995年に発表した長編小説。連続して起こる家族を狙った殺人事件をメインに、登場人物たちそれぞれの心の葛藤を描く。単行本版は激しい残虐描写に賛否を受けつつも、テーマと構成力を高く評価され第9回山本周五郎賞を受賞した。のちに文庫化された際には大幅に改稿され、基本的な流れは同じだが、登場人物に関わる事柄の描写がかなり異なっている。
2014年現在、文庫版の売り上げは120万部を突破している。
2014年には本作を原作とするテレビドラマ『家族狩り』が放送された。

## 制作背景
日本推理サスペンス大賞優秀作『孤独の歌声』で再デビューした天童荒太が、1992年から1995年の夏にかけて執筆した作品。元々は執筆当時もてはやされていた「家族にかえろう」への怒りを込めたアンチテーゼとして執筆した。背景には、家族の崩壊（機能不全家族）で生じた問題が多々あるのに、解決せずに「家族にかえろう」なんて言ったら、結局家族の弱いもの=子供に皺寄せがゆくのが明らかだから、という天童の思いがあった。その風潮への怒りを込めた結果、読者や書評家からの大きな支持を受け、山本賞受賞（これは天童にとって意外なことだった）によって代表作となり、後の『永遠の仔』などの執筆の際の精神的な原動力になったという。
それゆえに文庫化が非常に待ち望まれていたが、2004年に単行本とは細かい部分や結末などが違った、ほとんど全面改稿に近い「文庫版の新作」として発表。これは当時の「怒りに満ちた否定的な」物を出しては『永遠の仔』からファンになった読者に対し失礼という点、また単行本から9年経って自身の考え方も変わったため、「たとえ辛くても、人生を歩いていける」という気持ちから変更に至ったという。なお単行本そのままのバージョンは、2007年に「オリジナル版」として再版された。

## あらすじ
以下は文庫版の内容に基づく。

### 第一部『幻世の祈り』
八重桜の季節、東京都の児童相談センター職員・氷崎游子は、アルコール依存の男・駒田を警察に逮捕させ、彼に虐待され怪我を負った8歳の娘・玲子を保護する。「家族」に対して嫌悪感を持つ高校の美術教師・巣藤浚介は同僚教師で恋人の清岡美歩に生徒指導への無関心ぶりを非難され、同時に妊娠していることを告げられる。刑事の馬見原光毅は虐待被害の過去がある冬島綾女・研司の親子と擬似家族的な絆で結ばれているが、彼自身の家庭は息子・勲男の自殺めいた死以来、非行に走った娘・真弓、病に倒れた母、独りで家庭を支えようとし精神を病んだ妻・佐和子と、崩壊の状態にある。浚介は教え子の芳沢亜衣が男とホテルに行き傷害事件を起こした際、その前に浚介に強姦されたとの嘘を游子に話したことから彼女と知り合う。馬見原もまた、真弓の非行時代の担当者であり、彼の家族への態度を非難した游子との縁があった。
一方で、馬見原は裏社会に捜査情報を流して見返りに金を受け取る関係を結んでおり、その力関係を利用して、研司に重傷を負わせ刑期を終えた綾女の元夫・油井善博が親子に近づかないよう圧力をかける。また、馬見原を尊敬する若手刑事の椎村栄作は、彼との会話をヒントに頻発する動物殺し事件を独自に調べ始める。佐和子は自殺未遂と2度の入院を経て寛解し家に戻り、夫を困惑させるほどの前向きさを見せる。5月3日、いらだちを抱えながら絵画の制作をしていた浚介は、隣家の麻生家から耐えがたい悪臭が漂うことに気付き、苦情に訪れたところ中に3人の遺体を見つけてしまう。馬見原は通報を受けて現場に行き浚介と出会う。遺体は麻生家の夫婦と、そこにいない息子の祖父とみられ、生身にノコギリを引かれた末に絞殺された異様な状態であり、さらに別の部屋にカッターナイフで喉を裂き、祈りを捧げるようなポーズで死んでいる少年を発見する。現場には涙ににじんだ遺書らしきものが残され、馬見原は状況が示すものを受け入れられず困惑する。

### 第二部『遭難者の夢』
游子は、父の介護に追われる母を気にかけながら玲子の案件に対応するが、駒田の怨みを買い施設での保護はトラブル続きとなる。浚介は遺体発見のショックを引きずり、酒に酔っていたときに少年グループに暴行を受け入院する。浚介は一時的に失った記憶が戻る過程で自己の存在に悩む中、ふと思い出した游子の名を出し、彼女は身元確認のため病院に呼び出される。記憶が回復した浚介は病院で游子と罪を犯す子供たちのことを語り合い、亜衣のことを気にかけてくれるよう頼まれる。やがて浚介は事件の後遺症で若者のグループや人ごみに恐怖を覚えるようになり、人けの少ない郊外の、自然に囲まれた古い日本家屋に引越しを決める。亜衣は学校には通っていたものの、食べたものを吐くなど摂食障害が起こる。亜衣は世界で起きている戦争被害者などに心を痛めていたが何もできない自分に悩む日々を送るなか、ホームレスに小さな親切を施す。馬見原は佐和子の調子になじめないまま、麻生家の事件捜査で、家庭内暴力を起こしていた息子・達也の犯行による一家心中と断定する捜査方針に抵抗する。被害者の家族問題の相談先を調べていた馬見原は電話相談を受け付けている山賀葉子を訪れ、対話中にかかった電話を受けた山賀の相談相手が、麻生家の事件の犯人を名乗る場面に直面する。しかし捜査の首脳陣には相手にされず、馬見原は独自捜査を始める。このとき、椎村は山賀の隣人として白蟻駆除業者の大野と知り合い、個人的に家の防除の相談をする。同じ頃馬見原は、彼に家族を壊されたと逆恨みする油井が出所して研司ら親子や、佐和子の前に現れていることを知る。
そして、浚介と担任の美歩が以前に家庭訪問をするも対話ができなかった引きこもりの生徒・実森勇治の家で、犯人は家族に「愛」を問いかけながら凄惨な拷問を加える。

### 第三部『贈られた手』
実森家の事件は両親が体を焼かれた上に殺され、息子の勇治が遺書を残して自殺しており麻生家と同様無理心中と判断されたが、馬見原は引き続き外部の犯行を疑い、浚介は自分に何かできることはなかったのか、と事件を気にかける。游子は児童相談センターでの講演会場で電話相談の宣伝活動をする山賀に注意するが、その場に居合わせた駒田が騒ぎを起こした件もあり、逆に行政の不備を責められ山賀にやり込められてしまう。亜衣は、学校に来た事件取材のテレビカメラに向かって怒りをこめた暴言を吐く。その様子を見ていた浚介は、取り決めに反して取材に応じ、学校や社会にも問題があるとするコメントをして、学校に非難が殺到する騒ぎを起こし自宅謹慎を命じられる。引っ越した家で時間を持て余す浚介は、元教え子で電気工事職人をしている鈴木渓徳（ケートク）と出会い、同じ日に美歩から学校を解雇される見込みと、妊娠が狂言であったことと別れを告げられる。一方、ますます荒れる亜衣に悩む母・希久子は山賀の相談室に電話をかける。また、末期の病を抱えた椎村の父が心配する家屋の消毒を請け負った大野は、父に病を告知できず悩む椎村を励ます。綾女と研司の元には油井が現われて復縁を迫り、馬見原と対立する。佐和子はある日、馬見原の資料の中から彼が綾女たちと撮った写真を見つけてしまう。

### 第四部『巡礼者たち』
游子は山賀が駒田を自分のもとで「勉強」させ、父親の代理として玲子の施設を訪れていることを知る。浚介は游子を家に誘い、ケートクやその家族・友人たちと交流を楽しむ。そのとき、害虫駆除の薬剤の臭いを嗅いだ浚介は、似た臭いが麻生家の現場にあったことを思い出し、馬見原に連絡する。馬見原は害虫駆除業者が事件に関わった可能性を追う。馬見原は大野についても椎村に調査させるが、その結果、大野が山賀と元夫婦であり、過去に息子の香一郎を殺害し服役した過去を持つことを知る。
游子は山賀が開く「家族の教室」を見学に訪れ、大野と出会う。駒田、そして希久子を含めた家族関係の悩みを抱えた人々の集まりでは、参加者が互いの悩みを告白し合っていたが、游子は山賀への反発心から集まりの和を乱してしまい、駒田に追い出されてしまう。浚介は亜衣のもとを訪れ相談に乗りたいと手を差し伸べるが、亜衣は過食行動に走り電話相談に暴言を吐く。亜衣は学校でもいじめを受けるようになり、倒れてしまい不登校になる。綾女の元には油井が近づき、馬見原の家庭のことを伝えて復縁を迫り、周囲の人々への危害をほのめかして彼女を犯す。
馬見原は大野のもとを訪れるが、それをきっかけに駒田は玲子を連れて逃走し、たびたびの誤解から游子を責め、あげく恐喝する。さらに性的暴行を加えようとした駒田に反撃した游子は彼の持つ刃物に刺され重傷を負う。馬見原は大野の事件を調べるため休暇を取り四国へ行くが、佐和子にせがまれて同行を許す。馬見原が裁判資料や、服役前後の大野の行動を調べると、大野夫妻は教育者として家庭の悩み相談を受けていたが、反面優等生として育っていた香一郎が恐喝を受けていることなどに気付かず、不登校と家庭内暴力に走るようになった彼を殺害したことを知る。その間、佐和子はお遍路の人々に出会い、彼らへの「お接待」のボランティアに参加し充実した時間を過ごす。その経験を経て勲男の死以来の自分の心を見つめ直した佐和子は、夫に離婚を申し出る。戸惑う馬見原は改めて妻との関係を考え直すが、綾女のことで研司が助けを求めて電話を掛けてきたために、家族で話し合う約束を破り佐和子を一人で家に帰してしまう。佐和子は落ち込みの中で飲み忘れた薬を一度に飲み、妄想にとらわれ徘徊する。

### 第五部『まだ遠い光』
油井が綾女を襲ったことを知った馬見原が彼を捜し出して恫喝していた間に、佐和子は危うく事故に遭いかけ、娘婿の鉄哉に救われたが再々入院となってしまう。入院中の佐和子は自分の新しい生き方を模索するが、真弓は父を許さず冬島親子の件で馬見原を責める。
逃走中の駒田は大野たちの元を訪れて玲子のことを相談し、自首を勧められるが、酒を飲んで金を無心し、玲子との心中をちらつかせ元夫妻たちの息子殺しの過去を突きつけて脅す。一命を取りとめ徐々に回復した游子は、駒田が大野と山賀に玲子を託す手紙を送ってきたと聞く。
大野たちは白蟻被害の調査および家族相談のため芳沢家を訪れる。大野は芳沢家の家屋が白蟻に蝕まれているとして消毒を勧めるが、その被害は大野の偽装である。また、家族の話し合いでは、電話で家族殺しの犯人を騙っていたのが亜衣であると分かる。
油井は佐和子の様子を嘲笑うつもりで病院を訪ねるが、生き生きとした彼女の様子や、その孫の赤ん坊・碧子のほほえみのまぶしさに混乱する。暴力衝動にかられた油井は長峰にそそのかされ、馬見原の情報提供者を襲撃し重傷を負わせる。馬見原は大野たちの張り込みを始め、また上司の笹木に裏取引の件を告白し、長峰に反撃するため騙して検挙する計画を進める。
佐和子の件を知った綾女は、馬見原を頼ることをやめて故郷の富山へ帰る決意をし、彼に別れを告げる。ひそかに病院を訪ね、名乗らずに佐和子と対話した綾女は、弱さを受け入れた彼女の生き方に励まされる。引越し直前の冬島親子は、再度訪ね綾女を襲おうとする油井を二人で拒絶して追い出し、彼への恐怖を乗り越える。
浚介は弟の梓郎と11年ぶりに再会し、その頼みで久しぶりに両親に会うが、禁欲的な昔とあまりに違う現在の両親に戸惑い、口論となってしまう。落ち込んだ浚介は游子に会った際、話を聞いてもらい慰められ、自宅の部屋で二人は結ばれる。その夜、浚介のもとに亜衣から電話がかかり、両親を殺して自分も死ぬという。浚介は亜衣を説得し、馬見原と連絡を取り游子と一緒に亜衣の元へ向かう。馬見原は油井に襲撃されて重傷を負い、彼を救い出した椎村が代わりに芳沢家へ行く。
その日、大野と山賀は問題家庭を襲撃する予定が狂い、ターゲットを芳沢家に変更して侵入し、一家を拘束する。一連の事件の犯人である二人は、一家にこのような行為に至るまでの、自分たちの家族に起きた苦悩、追い詰められていった香一郎を救いたかった思い、善良な家族を救うため危害を与える家族を殺し社会を変えようと望む思いを語り、犯行はそのための「儀式」という。そして亜衣を殺す前に目の前で両親を痛めつけ、子供を命がけで庇う親の姿を見せることで、殺害前の子供に親の「愛」を目に見える形で示そうとする。両親の目を潰そうとしていたそのとき、椎村が現場に踏み込む。大野たちは浚介たちの前で亜衣を人質に取り、駒田を脅し手紙を書かせた後に殺害したことなども含めた数々の殺人を認めて富士山麓の樹海へ逃走する。大野たちは亜衣に香一郎を殺したときのことを語り、その場へ解放し姿を消す。闇の中で一人になった亜衣は殺された香一郎の心に思いを馳せる。
油井は事故死し、富山で新しい生活を始めた冬島親子の元へは、前職場で親しくしていた若田部とトムが訪ねてゆく。父親を失ったことを受け入れられない玲子に、游子はひとりぼっちにはしないと伝えなければと思う。浚介は不登校児のためのフリースクールを始め、自宅に知人たちとともに亜衣を受け入れ一緒に暮らす。明るさを身に付けた亜衣は関心を持っていた紛争地域を自分の目で見るため、カンボジアへ旅立つ。馬見原は回復し、佐和子と引き続き暮らす自宅で行われる元患者カップルの結婚式から抜け出して事件を振り返り、息子の死を自分たちの罪悪感から解放してやるときがきたと想う。

## 登場人物

### 氷崎家
氷崎 游子（ひざき ゆうこ）
東京都児童センター職員で、心理相談員。30歳。過去に知り合った虐待被害者の少女が自殺未遂したと聞いて動転しバイク事故を起こしたため、歩けるものの左足が不自由になる。また、子供たちの心理への配慮のため普段は基礎化粧以外のメイクはほとんどせず、背が高く痩せた体に短い髪で、浚介には当初ギスギスした印象を与える。家庭では父が倒れて以来、家計は游子が支えている。
虐待を受ける子供たちに対して熱心に取り組むが、左足に関わる過去のこともありむきになる傾向がある。また、男尊女卑的考え方を持っていた父や社会に違和感を持ち、性差別に関する問題には関心が高い。児童センターの上司に敬意と共感を抱き互いに想いを寄せるが、妻子のある相手であり、父が倒れたことをきっかけに結婚を申し込まれるが、彼の子供のことを考え別れた経験を持つ。
游子の父
3年前に脳梗塞で倒れ左半身に麻痺が残り、自宅でほとんど寝たきりで排泄などにも不自由が起きている。
游子の母
夫の自宅での介護を主に引き受ける。介護の疲れと更年期障害のために老けこみ、ストレスで喫煙に走っている。
氷崎 清太郎（ひざき せいたろう）
游子の祖父。アパート暮らしで、コミュニティ・センターで知り合った柿島スミ江と交際している。真面目で地味な老人だったが、スミ江との恋で人が変わったように明るくなる。

### 馬見原家
馬見原 光毅（まみはら こうき）
警視庁の刑事で階級は警部補。物語の開始時点で間もなく54歳を迎える。一連の無理心中とされる殺人事件を追う。仕事に対しては熱心だが、厳しく育てていた長男・勲男を失って以来、自分の家庭は崩壊の状態にある。一方で冬島親子に対し親身に助けの手を差し伸べる。佐和子の治療のために仕事をセーブしているが、かつては有能な刑事として将来を嘱望されており、警察や検察でキャリアを積んだ者たちに対しさまざまな「貸し」を作っていてそれを方針外の捜査に利用している。その反面、暴力団に対し捜査情報を流す違法行為をして裏金を手に入れ、冬島親子の保護や、折り合いの悪い娘・真弓のためにそれを貯金し続けている。
馬見原 佐和子（まみはら さわこ）
光毅の妻。50代だが、浴衣姿が似合い、その年代に見えないほどの美しい女性。馬見原の上司の娘で、結婚後勲男と真弓を儲けるが、勲男の死と姑の介護、家庭を顧みない夫との関係などに疲れ果てて精神を病む。自殺未遂を起こしたり、仕事に忙殺されて馬見原が薬の管理を怠ったため2度に渡り入院する。寛解を経て退院したときには、服装も考え方も明るく前向きになり、自宅に病院で知り合った患者たちが退院後に集まれるスペースを設けることを計画する。冬島親子と馬見原の関係に気付き動揺するが、四国での巡礼者への「お接待」を経験したことを経て、精神的自立のために離婚を申し出る。たびたび薬を飲み忘れることがあり、馬見原との関係の軋みから大量の薬をまとめて飲み、死んだ勲男の生まれ変わりを妊娠する妄想にかられるが、3度目の入院を経て生き方を見つめ直し、退院後も馬見原と暮らしながら自宅を改築し念願のスペースを作る。
馬見原 勲男（まみはら いさお）
長男（第1子）。馬見原は彼の父に対する反発を込めて厳しく育て、優等生で理想の息子と自負していたが、16歳の時、友人たちと酒を飲み、嫌われていた教師のバイクを勝手に乗り回し、大型トラックの前に飛び込んで亡くなる。その時の様子から自殺が疑われた。
石倉 真弓（いしくら まゆみ）
長女（第2子）。物語の開始時点ではすでに石倉鉄哉と家庭を持ち、母親になっている。兄の死以来、家庭を顧みない馬見原の態度を責め、非行に走る。息苦しく育てられていた勲男の死は自殺であると考えている。暴走族と付き合い、対立するグループの少年を正当防衛的形ではあるが刺して怪我をさせ少年院に送られる。その後更生し、暴走族時代から交際している石倉と結婚し娘の碧子（みどりこ）を授かる。母となって以来、昔の事件の被害者側が碧子に対し復讐をするかも知れないと心配し、神経質になっている。游子は非行時代の担当者で、更生後も連絡を取り合う仲である。
石倉 鉄哉（いしくら てつや）
真弓の夫。真弓と同じ暴走族のメンバーだったが、更生して以降家業の花屋を継いでいる。働き者で、家事や育児も積極的に手伝い、真弓に対しても決して手を上げることがない。舅の馬見原に対しては負い目を持ち、髪を染め戻して挨拶をしようとするもののうまくいかなかったが、徘徊していた佐和子を助け、馬見原に頭を下げられる。

### 学校関係者
巣藤 浚介（すどう しゅんすけ）
私立高校の美術教師。31歳。麻生家の死体の第一発見者。
公務員の父と母、弟との4人家族に育つが、両親は世界で起きている戦争や犯罪の悲劇の原因は人間の欲望であり、あらゆる娯楽や生活の楽しみは罪であるという独特の禁欲的な考えを持ち、子供たちにその考えを植え付け学校の行事にも一切参加させなかった。思春期になり両親に反発するようになると、美術に関心を持ち、高校入学をきっかけに祖父母の元へ行き、以来両親からは勘当同然となり会っていない。
生活のために美術教師となると、多忙のために思うような作品も作れず制作への意欲は薄れ、また自分の絵の才能のなさを自覚する。社会問題に対しても関心は持ちつつも個人の力が社会を変えるには無力であると考え、同様に生徒の問題に対しても無関心を貫いており、美歩にはその姿勢を批判される。しかし、事件に関わって以来、次第に個性的な絵を描いた生徒・亜衣の様子を気にかけるようになる。
暴力事件被害を受けての引越し先で、教え子だったケートクと出会い、彼やその家族・友人との交流や、裏の畑で本格的な家庭菜園を始めるなどにより、少しずつ世界への関心を回復させてゆく。また、美歩と別れて以降、交流を深めた游子に惹かれてゆく。
清岡 美歩（きよおか みほ）
浚介の同僚教師で、交際相手。浚介より3歳年下。実森勇治のいたクラスの担任。浚介の子を妊娠したと嘘をつき結婚を求めるが、分かりあえないまま別れを告げる。
パクさん
学校用務員の女性。60歳前後で恰幅の良い体格。校内で自殺したり事故で亡くなった生徒の命日が来るたびに、誰に頼まれるでもなく一人で祈りを捧げている。父親は日本に強制連行されてきた在日朝鮮人で、通名は白井（しらい）。出身地の関西訛りがあり、通称は本名から取られている。出自のことで生徒に差別的な言葉を投げかけられることもある。学校退職後、浚介の提案で亜衣たちとともに彼の家に同居する。

### 芳沢家
芳沢 亜衣（よしざわ あい）
浚介が勤める高校の、1年生の女子生徒。家族関係の悩みや、世界で起きる戦争や貧困などの悲劇に対する同情心を持っているが、それに対し何もできない自分への苛立ちを募らせている。美術の授業で夢中になって描いた異様な自画像を浚介に褒められるが、そのことに自分の心を覗かれたような恥ずかしさを感じて不安定になり、夜に家を出て行きずりの男とホテルに入るが、嫌悪感でパニックになり相手を灰皿で殴って怪我を負わせる。以来、摂食障害や自傷行為に悩むようになる。終盤、浚介に心を開き、原宿で知り合った性被害者の少女と友情を築く。
芳沢 孝郎（よしざわ たかお）
亜衣の父。海外との取引が多い商社のエネルギー開発部門で働くビジネスマンだが、私生活では甘やかされた一人っ子育ちで自分の想うとおりにならない物事に対し癇癪を起こしやすい性格。妻と母の不仲から逃避して仕事に没頭し、家庭を顧みない。加えて「男は仕事、女は家庭」的古い考えを持ち、亜衣のトラブルなどを全て妻の責任として責め、夫婦仲は冷え切っている。
芳沢 希久子（よしざわ きくこ）
亜衣の母。亡くなった姑との折り合いが悪く、亜衣の事件以来夫とも口論が絶えない。学校や児童相談所に対しては強気な態度だが、世間体を重視して連携することができず、山賀の電話相談に助けを求める。

### 冬島家とその関係者
冬島 綾女（ふゆしま あやめ）
36歳のシングルマザー。一人息子の研司を育てながら下町のポスターパネル加工工場で働く。富山県氷見の出身。実家では義理の父に性的な嫌がらせを受け、逃れるために故郷を離れる。そのために男性とは健全な関係が築きにくく、たびたび本心から愛していない男と交際したり、年上の男性に父性を求め身を任せたい衝動にかられることがある。家族への仕送りのため水商売の世界に入り、次第に経験を積んで売れっ子になり、スカウトされた赤坂の高級クラブで油井と知り合い結婚、研司をもうける。虐待を働くようになった油井から逃れるため馬見原の力を借りて以来、研司を交えて疑似家族的な関係を持っている。しかし闘病中の馬見原の妻・佐和子への罪悪感に悩み、最後は馬見原への甘えの気持ちを自ら絶つ。
冬島 研司（ふゆしま けんじ）
綾女の息子。7歳。父の油井に虐待を受けた末、頭をドアに挟まれて頭蓋骨骨折の重傷を負わされる。油井を恐れ、馬見原を「お父さん」と呼び、たびたび救いを求める。油井が再び現れてからは、不安から綾女の同僚で知的障害を持つ青年・トムをいじめる他害行為に走ってしまう。
油井 善博（ゆい よしひろ）
綾女の元夫で研司の父親。ヤクザ。元はエリートで銀行に勤めていたが、暴力団に入り経理を担当する。知的な印象を与えて綾女を惹きつけたが、結婚後研司が生まれると綾女を盗られたかのように息子に嫉妬し、虐待を加えるようになる。馬見原の尽力で別件逮捕されて服役し、離婚し研司の親権を手放すが、これを馬見原に家族を壊されたと考え恨んでいる。出所後は馬見原と組幹部からの圧力を無視して冬島親子に付きまとうが、最後には親子に撥ねつけられ、車で逃走中に研司の描いた絵に偶然視界を遮られて交通事故死する。ヘロインを常用している。
若田部（わかたべ）
綾女の職場の主任。娘2人を育てる父子家庭の父でもある。綾女に親切に接し、再婚を申し込むが油井のことで綾女には断られる。その後、綾女からの誘いで一度肉体関係を持つが、直後に彼女は東京を離れる。終盤、トムに背中を押される形で、年賀状を手掛かりに綾女を訪ねる。
トム
工場の従業員。本名は友男（ともお）だが、自身はトムと呼ばれることを好み周囲もそう呼ぶ。知的障害を持ち、工場で働きだした18歳の頃から無遅刻無欠勤を続けている。おとなしく優しい性格で、暗く狭い場所を怖がる。冬島親子を慕っていて、一時期研司にいじめられた際も彼をかばい、綾女が工場を辞めた際は自分も辞めるといって聞かず、のちに若田部とともに彼女を訪ねに行く。

### 「家族の教室」関係者
山賀 葉子（やまが ようこ）
電話相談「思春期心の悩み相談室」相談員。60歳くらいの、やや太った女性。毎日曜日、大野とともに「家族の教室」を開く。
大野と結婚し家庭を持っていた頃は保育士であった。彼と離婚後は「同志」の関係となった上で毎日ともに死んだ息子の香一郎（こういちろう）を弔っている。香一郎殺害は大野の単独犯行ということになっているが、実際には妻の山賀も手を掛けており、香一郎の供養と母（後の裁判中に死去）の世話をするために夫と申し合わせてその事実を伏せた。また香一郎殺害時に眼の白目部分に赤い斑点が現れて消えなくなり、それを隠すように常に色の薄いサングラスを着用している。
大野 甲太郎（おおの こうたろう）
個人経営の「日本家庭防除センター」を運営する害虫駆除業者。60歳前後であごに切り傷が残っている。仕事上は大野一郎の偽名を名乗っている。山賀家の隣の作業小屋で寝起きし、二人で家庭の悩み相談を受け付ける「家族の教室」を主宰している。柔道の心得がある。
山賀とは元夫婦であり、教育者として非行家庭の相談を受けていたが、その一方で相談対象の非行少年から恐喝されていた息子の香一郎の悩みに気付かず、苛烈な家庭内暴力を起こした果てに死の願望を訴える香一郎を殺害する。裁判では罪の意識から極刑に処されることを望んだものの、世間の人々は同情から減刑嘆願運動を起こして刑は軽くなる。出所後は服役中に知り合った害虫駆除専門家の空き巣常習犯に学んで技術を身に付けるが、独立する際、孤独な身の上で死にたがっていたこの男を自殺に見せかけて殺している。

### 警視庁関係者
椎名 栄作（しいな えいさく）
若手の刑事。馬見原を慕い、指導を仰ごうとするがなかなか認めてもらえず、彼のアドバイスで連続動物虐待事件の捜査をする。元警察官で、末期の病にかかった父親を強く心配し、告知することができず悩んでいる。そのことに対し親身な言葉をかけてくれた大野を一時は崇拝するかのように入れ込むが、その過去を調べショックを受ける。動物虐待事件を苦労や失敗の末に自力で解決するが、一連の事件などの経験を経て、事件の裏にある家族関係に思い入れ仕事に没頭するようになる。
笹井（ささい）
刑事課課長。馬見原の上司。
藤崎（ふじさき）
東京地方検察庁刑事部の検事。13年前、覚醒剤中毒の男が起こした殺人事件を担当し、馬見原の容疑者確保に同行した際に容疑者を発見し、軽率にも一人で確保しようとして相手に刺される。それを救うために容疑者を銃殺した馬見原を、パニックに陥って負傷させるが、馬見原が嘘の証言をしてくれたことで問題にはされずその後順調なキャリアを築く。このことから馬見原に対して大いに「借り」があり、一連の事件捜査に関する彼の無理な要求を受け入れ協力する。

### 児童保護対象者
駒田 玲子（こまだ れいこ）
保護対象の女児。年齢は8歳くらい。游子によって児童福祉施設に保護されるが、父親と離れたことを悲しみ周囲に心を開かない。
駒田
玲子の父。アルコール依存症で、数回傷害での逮捕歴がある粗暴な男だが、内面は小心で弱いものにしか強く出られない。玲子を父親として愛してはいるが、自分の不運の原因をすべて逃げた妻や対立した游子のせいにする傾向があり、大野らの元での「勉強」を受けてもアルコール依存を絶てない。逃亡中にも玲子を公園に一人で放置している。物語の後半では玲子を大野たちに養子として預けることを考える。

### その他
鈴木 渓徳（すずき けいとく）
通称：ケートク。電気工事職人。浚介の高校に通っていたが半年ほどで中退した元不良生徒。現在も外見は髪を赤く染めているが、完全に更生し、できちゃった結婚した妻と子供2人がいる。名前は釣り好きの父親に付けられたもの。浚介の借家の電気関係を修理して以来彼と親しく付き合い、友人の建築関係者や家族を浚介の家に呼び込み、修理改装を引き受け、障害を持つ子供たちも交えて車椅子サッカーに誘うなど、皆で楽しめるにぎやかな場所にする。非行に走っていた中で自己を見つめ直したり仲間たちを見てきた経験から、浚介の亜衣への働きかけにもアドバイスをする。
柿島 スミ江（かきしま スミえ）
清太郎のガールフレンド。愛らしいおばあちゃんの印象だが、満州帰りの経験を持ち、気軽に参加できる政治関連の市民運動をしている。
長峰（ながみね）
油井の所属する暴力団の一員で弟分にあたる。風俗店などを経営し、馬見原から捜査の情報提供を受けている。油井の処遇にも頭を悩ませている。太った女に赤ちゃんプレイを受けたがる嗜好の持ち主。
老ソープ嬢
馬見原の情報提供者である老いたソープ嬢。作中ではキャラクター名が登場する場面はない。シャンソンを愛好し、日本の男の幼稚さや社会に対し批判的な考えを持っている。かつては学生運動などにも関わっている。馬見原には油井や裏社会に関する情報の提供を行うが、同時にそれを超えた友情のような繋がりも持ち、彼の仕事の姿勢や家庭の悩みに対しても説教をする間柄である。
巣藤 梓郎（すどう しろう）
浚介の弟。浚介が家を出て以来唯一連絡を取り合う家族だったが、ある時期から関係を絶つ。成人してからは抑圧的な両親に反発するように金融の仕事をし、独立して会社を設立したが、若年者向けローンなど少々危うい商売にも手を広げている。浚介がテレビに映ったことをきっかけに、仕事を辞め禁欲生活に疲れた両親の希望で兄を捜し再会する。

## 単行本（オリジナル版）と文庫の相違点

### 登場人物の名前
馬見原光毅の息子
伊佐夫→勲男
馬見原の娘・真弓の夫
石倉悠史→石倉鉄哉
サングラスの女
大野加葉子→山賀葉子

### 主要登場人物の設定
氷崎游子
単行本版では染めていない艶やかな赤い髪の持ち主で、知的な魅力を放つ女性として描写されている。脚の障害はアルコール依存の父による虐待が原因で、父はのちに早発の痴呆症（認知症）を発症する。なお単行本版では過去の恋愛のエピソードはない。
游子は大野夫妻に敵対視され、「駆除」のターゲットにされる。大野らは駒田と相打ちさせるような形を計画し、駒田になりすました電話で話し合いに誘う。これにより游子は酔った駒田にアイスピックで数か所を刺す重傷を負わされる。病院搬送時、同じAB型の浚介と馬見原が輸血に協力する。これらの設定がなくなり、上述のように変更された。
巣藤浚介
5歳年上の兄（2児の父・電気会社勤務）→5歳年下の弟
父（公務員。性格は不器用）が3年前に死亡。母は自己中心的で家出。兄と父と3人暮らしだった。→両親は禁欲の思想を持ち子供たちを抑圧していたが、のちにそれに疲れ父は仕事を辞め、浚介の弟に頼る生活をしている。父方の祖父母の存在。
女性たちとの関係では、美歩については妊娠について嘘をつかれたのは一緒だが、美歩が実家で動物の虐殺死体に遭遇して気持ちが冷めるきっかけになるのに対し、文庫版ではそれがなくなり、巣藤が謹慎中、解雇を伝えにきた際に別れを告げる。亜衣に対しては、衝動的にキスをしてしまい混乱を生むが、文庫版ではその描写はない。単行本では浚介と游子が交際するのは全ての事件が終了したエピローグ以降だが、文庫版では中盤以降から互いに好意を抱き始めて芳沢家の事件直前に結ばれる展開である。
また関連人物である鈴木渓徳とその家族や友人たち、パクさんが登場するのは文庫版のみで、宮地は単行本版のみである。
馬見原光毅
妻・佐和子は息子の死で心を病み、単行本では近所の飼い犬の首を切り落とすのだが、文庫ではその行為はマイホームの幻想にとりつかれた男の犯行に変更。単行本版では綾女に会うことはない。文庫版では患者仲間との交流や、お遍路への旅で気持ちを整理し、離婚を決意する描写、徘徊し娘婿に救われる場面などが大幅に加えられた。また物語ラストでの馬見原自身の運命も大幅に異なっている。
大野夫妻
単行本版では、息子殺し当時の夫婦の姓が山賀で、出所後に復縁して再婚し、その際妻の側の大野の姓を選ぶ。業者の名は「大野害虫消毒」となる。また減刑署名運動への怒りの描写が多く割かれている。

### その他の家族の顛末
麻生家
口を塞いでいたものが、単行本ではテニスボールに対して、文庫では湿ったタオルに。両親は単行本では鋸の刃による出血死だったのが、絞首による窒息死に変更（ここでも鋸は使用されているが、小さな切り傷程度に留められている）。また祖父も頭蓋骨骨折による脳圧迫から急性心不全に変更。
実森家
父は灯油で顔を焼かれていたが、両腕を焼かれその後に絞首による窒息死に変更。また母も下半身を焼かれてしまうのが、足を焼かれそのショックで心停止するに変更。勇治の死因は灯油を飲んだことによる服毒死だが、文庫版では灯油を注ぐコップを、一家の家族旅行の思い出の品であるベネチアン・グラスのコップにしている。
駒田家
単行本版では玲子は12歳で、游子によれば父に「父親として、してはいけないこと」とされる虐待を受け、盗癖や非行が収まらず保護される。父親は断酒会などを勧められ、玲子の祖父母に精神病院に連れて行かれるものの、精神医療に偏見を持ち拒絶する。
游子を刺して逃走後は行方知れずとなり、玲子は祖父母に引き取られる。その後は不明だが、前後に廃車置き場で男が絞殺された後、焼却しやすいよう、死体をハンマーで形をとどめないほどに砕かれる描写がある。文庫版では大野甲太郎が駒田を殺害することがはっきり描かれているが、逃走中に大野元夫妻を脅す駒田に反撃し、彼に玲子を大野夫妻に預けるよう頼む手紙を書かせたあとに絞殺し、そのまま小屋の地面に埋めるという形になっている。
冬島家
綾女の職業はオフィスビル兼集合住宅のゴミの収集分別で、発声に不自由のある老人・宮地とともに仕事をしている。学校を解雇された浚介がここで働きはじめ、先輩として仕事を教えるが、綾女は1週間後に仕事を辞めることになる。
文庫版では勤務先の設定変更に伴い、上述のエピソードがなくなり、若田部やトムとのエピソードが加えられた。
芳沢家
両親への拷問は孝郎の顔や腕の肉などを削ぎ、希久子の皮膚を安全ピンの針で引き裂くなど。拉致された亜衣は運転中の二人に反撃し、一同は車ごと海に転落する。亜衣は脱出して海を泳ぎ助かるが、大野夫妻はそのまま行方不明になる。その後、亜衣は宮地とともに浚介の家に同居する。原宿で少女たちと知り合うエピソードは文庫版のみである。

## 作品の評価
本作品は第9回山本周五郎賞を受賞した。以下、単行本版に関する評価である。
山本賞選考会では、佐江衆一『江戸職人綺譚』、京極夏彦『鉄鼠の檻』、志水辰夫『あした蜉蝣の旅』と賞を争った。
井上ひさし（選考委員）は、4.75点を付け、家族問題を描くにあたり、通常の小説ならば匂わせるだけに留まる背後の社会が、家族を追いこむ在り方をしっかりととらえており、執筆当時の日本の社会が家族機能を崩壊させる状況に対し「壮大な仮説」を立ててそれを書き切ろうとする「作家的野心」を感じ高評価した。次いで4.5点を付けた阿刀田高（同）は、作中で起きるさまざまなことや、テンションの高い人物たちを最後に妥協なくまとめあげる構成力を高く評価した。4点を付けた長部日出雄（同）も、残虐な犯行や一見接点のない事件が結び付けられてゆく過程に説得力があり、異常な人物や行動にもリアリティが与えられている点で天童を「大した力量」と評している。また、視覚的な文章技法に対し映画からの影響を指摘し、『エクソシスト』などのサイコ・スリラーを連想したと述べている。しかし、登場人物が台詞で語りすぎるなど「サービス過剰」であり、見せすぎず読者の想像にゆだねるほうが作品に深みを生むのではないかとして、説明の少ない亜衣の部分の描写を評価している。
同点数の逢坂剛（同）は、「気の滅入る話を、これでもかこれでもかと書いていく馬力」を認めつつ、サイコ・ホラーの題材として家庭内暴力を取り上げた点に対してはあざとさを感じ、激しい残酷描写の必要についても疑問を呈した。犯人の動機についても「果たしてここまで夫婦そろってプッツンしてしまうか」と、動機への納得という点で大きな欠点があるとした。最も低い点数3.5点の山田太一（同）は、描かれた家族がホラーの題材として利用されているという印象を受け、登場人物の多くが他者依存が激しく、それを相対化する人物が出てこないとし、家族の現実を描いているようでそれについての「俗論の輪郭を濃くした現実ではない世界」であると評した。選考の結果としては、最終的には点数では本作がトップであったものの他2作との接戦となり、合議の末候補を絞り込み、委員の投票により5票中3票を得て「若い才能を買う」（阿刀田）という点で意見が一致し受賞となった。

## 書誌情報
- 単行本 1995年11月20日 新潮社〈新潮ミステリー倶楽部〉ISBN 4-10-602742-9
- 文庫本 新潮文庫
  - 第1部 『幻世の祈り』（まぼろよのいのり）2004年2月1日、ISBN 978-4-10-145712-3 - オリジナル版第1章に相当
  - 第2部 『遭難者の夢』（そうなんしゃのゆめ）2004年3月1日、ISBN 978-4-10-145713-0 - オリジナル版第2章に相当
  - 第3部 『贈られた手』（おくられたて）2004年4月1日、ISBN 978-4-10-145714-7 - 第3部に相当するがラストが若干異なる
  - 第4部 『巡礼者たち』（じゅんれいしゃたち）2004年5月1日、ISBN 978-4-10-145715-4
  - 第5部 『まだ遠い光』（まだとおいひかり）2004年6月1日、ISBN 978-4-10-145716-1 - 第4部・第5部とも第4章に相当するが、内容が大幅に変わっている
- オリジナル版 2007年10月22日、ISBN 978-4-10-395702-7 - 単行本版バージョンの再版

## テレビドラマ
2014年7月4日より9月5日まで、毎週金曜日22:00 - 22:54に、TBS系列の「金曜ドラマ」枠で放送された。
天童の『包帯クラブ』映画化を手がけたTBSプロデューサー植田博樹による7年越しの企画で、文庫版を原作とした大石静ほかによる脚本で制作されたが、小説発表後の時代の変化を踏まえ、ドラマ化に合わせた脚色が多くなされ、天童自身も脚本作りに加わり「2014年版のリライト」を想定して制作された。松雪泰子演じる氷崎游子を主人公とし、遠藤憲一演じる馬見原が彼女を連続一家殺害犯として疑う物語のスタートとなっている。また、鈴木渓徳のキャラクターがクローズアップされ、実森勇治のオリジナルエピソードが加えられるなどの変更があった。